# Замок Гомарн
Замок Гомарн (нім. Burg Gomarn) розташований на вершині гори біля міста Бад-Санкт-Леонгард-ім-Лафантталь землі Каринтія (Австрія).
Будівництво замку тривало з 1300 до XV ст. Південно-західне прясло мурів міста було інтегроване з мурами замку, що був власністю єпископів Бамбергу. Замок вигорів у 1762 і 1808 роках.